# Mollagyullar
Mollagyullar (azerbajdzjanska: Mollagüllər) är en ort i Azerbajdzjan.   Den ligger i distriktet Bərdə Rayonu, i den centrala delen av landet, 230 km väster om huvudstaden Baku. Mollagyullar ligger 30 meter över havet och antalet invånare är 1 252.
Terrängen runt Mollagyullar är platt. Runt Mollagyullar är det ganska tätbefolkat, med 129 invånare per kvadratkilometer.. Närmaste större samhälle är Barda, 12,4 km sydväst om Mollagyullar.
Trakten runt Mollagyullar består till största delen av jordbruksmark.